# Курський театр юного глядача «Ровесник»
Курський театр юного глядача́ «Ровесник» (рос. Курский театр юного зрителя «Ровесник») — театр юного глядача у місті Курську Російської Федерації; один з осередків культури і дозвілля, розкриття творчих здібностей молоді міста і області.

## Загальні дані та будівля театру
Курський театр юного глядача «Ровесник» міститься в історичній будівлі, ділячи її з обласною філармонією, що розташована за адресою:
вул. Перекальського, буд. 1, м. Курськ—305004 (Курська область, Російська Федерація).
Художній керівник театрального колективу (незмінний від створення) — заслужений діяч мистецтв РФ Іван Володимирович Селіванов.

## З історії та діяльності театру
Попередником ТЮГу в Куоську став шкільний аматроський театр — учні під керівництвом Ігоря Володимировича Селіванова 43-ї курської школи поставили п'єсу В. С. Розова «В дорозі». Її прем'єра відбулася 3 травня 1965 року. Цей день власне і вважається днем народження ТЮГу «Ровесник». Незабаром після вистави «В дорозі» з'явилася постанова міськкому партії, що підтримувала і санкціонувала ідею створення в Курську театру-студії.
Уже в серпні 1966 року місцева газета «Молода гвардія» помістила оголошення про набір. 230 школярів подали свої заяви з надією стати акторами «Ровесник», але відбір пройшли лише 50 осіб. Узагалі перший склад учасників театрального колективу був строкатий — і школярі, і молоді робітники, і студенти. Інтерес і увага до театру з боку учнівської молоді міста, бажання багатьох школярів та студентів займатися в студії визначили певні незручності в територіальному розташуванні творчої бази «Ровесник» — їздити на околицю (з урахуванням погано організованої транспортної інфраструктури міста, віддаленості школи від центру, від будівлі драматичного театру, де студійцям було дозволено по вихідних у театрі днях — щопонеділка показувати свої спектаклі), возити реквізит, декорації, було, звичайно, вкрай незручно.
У 1966 році «Ровесник» переїхав до Палацу піонерів, разом з театром сюди прийшли і нові учасники театру.
1967 рік став для колективу театру дуже знаменним і плідним — саме тоді Курський ТЮГ, який нещодавно відзначив свою 1-у річницю, голосно заявив про себе, завоювавши в березні на Всеросійському огляді художньої самодіяльності звання лауреата за виставу «В дорозі», а разом з ним право на повноправне існування. Незабаром творчий колектив був також удостоєний диплома II ступеня на Всесоюзному огляді ТЮГів.
Серед найяскравіших постановок Курського ТЮГу у перший період існування (кінець 1960-х років) — «Варшавский набат» за п'єсою В. Коростильова, «Юность отцов» Б. Горбатова, «Они и мы» Н. Долиніної, «Пузырьки» А. Хмелика, «Не было ни гроша, да вдруг алтын» О. М. Островського, «Эй, ты, - здравствуй!» Г. Мамліна.
У 1972 році театр підготував до постановки виставу «Жил-был тимуровец Лаптев», прем'єра якої відбулася в 1973 році. 10-річний ювілей театр зустрів показом прем'єрної постановки однією з найперших п'єс О. Вампілова «Прощание в июне».
У квітні 1978 року гостями Курського ТЮГу стали відомі радянські актори — народна артистка РРФСР Анастасія Вертинська та народний артист РРФСР Петро Щербаков, які приїхали до міста, щоб зіграти на тюгівській сцені разом з молодими акторами виставу «Провинциальные анекдоты».
У 1979 році «Ровесник» був запрошений до участі у XIV Міжнародному конгресі і традиційному фестивалі Міжнародної асоціації аматорських театрів, що проходив у Благоєвграді (Болгарія) з 13 по 20 червня 1979 року, де робота курян була визнана однією з найкращих («Проделки Скапена» Мольєра).
З переїздом обласного драматичного театру імені О. С. Пушкіна в нову будівлю (1983), «Ровесник» переїхав до будинку, що звільнився (кінець 1984 року). Тривалий час театр виявився «орендарем» частини приміщень курської філармонії, що стала повноправною господинею будинку. Попри таке «половинчасте» рішення, переїзд став, безперечно, позитивним моментом в історії театру, значно розширивши його перспективи.
У 1985 році на суд широкої публіки були випущені «Жестокие игры» О. Арбузова (у постановці І. В. Селіванова) і «Чувырла» А. Коріна (у постановці І. В. Селіванова та Г. І. Губи), що довго готувалися творчим колективом. На цей же час припадає прем'єра однієї з найзначніших робіт «Ровесника» — вистава за п'єсою Л. Разумовської «Дорогая Елена Сергеевна».
Сезон 1986/87 року колектив Курського ТЮГу зустрічав в умовах особливого душевного підйому — «за заслуги в розвитку радянської культури, літератури, мистецтва, активну участь у комуністичному вихованні трудящих» Указом Президії Верховної Ради СРСР від 22 серпня 1986 керівник театру І. В. Селіванов був нагороджений орденом «Знак Пошани». Це вшанування режисера колективу «відкрило двері» для театру у закордонні гастролі — до ФРН і Польщі. Після повернення з гастролей до ФРН Курський ТЮГ поставив спектакль «Завтра была война» Б. Васильєва. У цьому ж сезоні «Ровесник» відкрив малу сцену виставою «Восточная трибуна» А. Галіна. Восени 1989 року «Ровесник» представляє своїм глядачам нову прем'єру — виставу за п'єсою Маріанни Яблонської «Дьявол в нас сидит». Навесні 1990 року театр підготував виставу за мотивами комедії О. М. Некрасова «Осіння нудьга».
26-й сезон (1990/91) театр відкрив виставою «Ромео и Джульетта».
Підсумками 1990-х — 1-ї половини 2000-х років для ТЮГу в Курську можна назвати перехід театру в статус співвласника будівлі спільно з обласною філармонією, хоча політика адміністрації зробила життя театру складніше, зіштовхуючи інтереси театру та обласної філармонії, отже фактично театр втратив можливість працювати на великій сцені і повністю перейшов на режим малої сцени. Усередині самого Курського ТЮГу сформувався альтернативний колектив, після відділення якого від театру тривав «Ровесник» зазнав нелегкі випробування. Проте і після неочікуваної зміни структури, трупа Курського театру юного глядача продовжує працювати.
У 2003 році незмінному керівникові Курського ТЮГу Селіванову Ігорю Володимировичу було присвоєно звання «Заслужений діяч мистецтв РФ».
Черговий ювілейний — 45-й театральний сезон Курський театр юного глядача «Ровесник» урочисто відзначив у 2010 році.

## Репертуар
У театральному сезоні 2010/2011 рр. (46-й сезон для театру) репертуар Курського театру юного глядача «Ровесник»:
| - «Дорогая Елена Сергеевна» Л. Разумовської; - «Лови француза в женихи» В. Янсюкевич; - «Счастливые люди» М. Некрасова; - «Импровизация на тему любви» А. Чехова; - «Блэз - развратник» К. Маньє; - «Стеклянный зверинец» Т. Вільямса; - «Провинциальный жених» М. Гоголя; - «Эти женщины способны на все» К. Маньє; - «Сотвори чудо» В. Гібсона; | - «Команда» С. Злотникова; - «Продавец дождя» Р. Неш; - «Луч во тьме» Я. Гловацького; - «А если это любовь» Г. Полонського; - «Лесные приключения» В. Кудрявцевої; - «Особо влюбленный таксист» Р. Куні; - «Восточная трибуна» А. Галіна; - «Все любят сыр» Д. Урбан |

## Виноски
1. ↑  Курський театр юного глядача «Ровесник» на kursk.rosfirm.ru (рос.)
2. ↑  Історія (театру) [Архівовано 14 лютого 2012 у Wayback Machine.] на Вебсторінка театру [Архівовано 1 грудня 2011 у Wayback Machine.] (рос.)
3. ↑  Репертуар (театру) [Архівовано 15 лютого 2012 у Wayback Machine.] на Вебсторінка театру [Архівовано 1 грудня 2011 у Wayback Machine.] (рос.)